# Cooper Barnes
Cooper Barnes (Sheffield, 15. travnja 1979.) je britansko-američki glumac, pisac, producent i redatelj. Glumi Raya Manchestera  u Nickelodeonovoj televizijskoj seriji, Henry Danger, i spinoff seriji Danger Force.

## Biografija
Barnes je rođen u Engleskoj, a odrastao je u američkoj državi Michigan, gdje je pohađao srednju školu Northville do 1997. Kasnije se preselio u Los Angeles, profesionalno se posvetivši glumi.
Od 2001. počinje dobivati male filmske i televizijske uloge. Pojavio se u raznim hit serijama kao što su Californication , Cold Case - Unresolved Crimes, Good Luck Charlie , Pair of Kings , Switched at Birth - In your place, Jessie i Suburgatory . Od 2014. igra i glavnu ulogu Kapetana Mana (aka Ray Manchester), suigrača iz serije Nickelodeon, Henryja Dangera

## Uloge
| Godina    | Naslov                       | Uloga                        | Bilješka                                    |
| --------- | ---------------------------- | ---------------------------- | ------------------------------------------- |
| 2007      | Californication              | Tyler                        | Episode: "California Son"                   |
| 2009      | Cold Case                    | Nick Vera                    | Episode: "The Crossing"                     |
| 2011      | Victorious                   | Silver                       | Episode: "Terror on Cupcake Street"         |
| 2012      | Good Luck Charlie            |                              | Episode: "Special Delivery"                 |
| 2012      | Pair of Kings                |                              | Episode: "Thumb & Thumber"                  |
| 2013      | Jessie                       |                              | Episode: "Caught Purple Handed"             |
| 2013      | Switched at Birth            | Travis                       | Episode: "As the Shadows Deepen"            |
| 2013      | Kickin' It                   | Eddie                        | Episode: "The New Girl"                     |
| 2014      | Suburgatory                  | Fred                         | Episode: "About a Boy-Yoi-Yoing"            |
| 2015-2016 | Henry Danger Motion Comic    | Ray/Captain Man              | Short/Lead Voice role                       |
| 2016      | The Mindy Project            | Josh                         | Episode: "So You Think You Can Finance"     |
| 2017      | The Loud House               | Steak Stanko                 | Nickelodeon Original Series, guest star     |
| 2018      | The Adventures of Kid Danger | Ray/Captain Man              | Nickelodeon Original Series, series regular |
| 2014—2020 | Henry Danger                 | Ray Manchester (Captain Man) | Nickelodeon Original Series, series regular |
| 2020—2024 | Danger Force                 | Ray Manchester (Captain Man) | Nickelodeon Original Series, series regular |

## Obitelj
Oženjen je Liz Stewart. Zajedno imaju jednu kćer po imenu Ripley.